# Aubrevillea kerstingii
Aubrevillea kerstingii là một loài thực vật có hoa trong họ Đậu. Loài này được (Harms) Pellegr. miêu tả khoa học đầu tiên.